# Hooghalen
Hooghalen is een esdorp in de gemeente Midden-Drenthe, in de Nederlandse provincie Drenthe. In het Drents wordt het ook nog wel Haoln of Haolen genoemd maar dan bedoelt men vaak het hele gebied, met de buurtschappen Laaghalen, Laaghalerveen en Oosthalen.
Het is gelegen op de flank van de zandgronden, boven een zoutdiapier. De belangrijkste bezienswaardigheid van Hooghalen is het Herinneringscentrum Kamp Westerbork. Hier wordt de geschiedenis verteld van Kamp Westerbork en de Jodenvervolging in het algemeen. Het voormalige kamp ligt tegen de rand van het zuidelijker gelegen dorp Westerbork.

## Geschiedenis
Tot de 18e eeuw werd er nog geen onderscheid gemaakt tussen Hooghalen en Laaghalen. Laaghalen is waarschijnlijk een middeleeuwse afsplitsing van Hooghalen. Beide plaatsen maakten deel uit van de boermarke van Haelen. Pas in 1864 is de Marke in tweeën gesplitst, hoewel de dorpen toen al zelfstandig functioneerden. 
In 1870 kreeg Hooghalen een station aan de nieuw aangelegde spoorlijn Meppel-Groningen. In 1938 werd het vanwege te weinig klandizie gesloten. De Duitse bezettingsautoriteiten heropenden het station. Dat was vooral om Joden onder dwang naar Kamp Westerbork te transporteren. Vanaf station Hooghalen moesten de opgepakte Joden bijna vijf km naar het kamp Westerbork lopen en later weer terug als ze naar gevangenis- en vernietigingskampen in Duitsland vervoerd werden. Intussen legden de Nederlandse Spoorwegen op verzoek en tegen betaling van de Duitse bezetters met behulp van honderd gevangenen en enkele niet-Joodse arbeiders een spoorwegaftakking aan vanaf vlakbij station Hooghalen tot in kamp Westerbork. Deze werd op 2 november 1942 in gebruik genomen voor vervoer van gevangenen vanaf Westerbork tot in Auschwitz. In september 1946 verwijderden gevangenen uit het kamp in opdracht van de Nederlandse Spoorwegen de spoorrails tussen het station Hooghalen en het kamp.
Door gevechtshandelingen aan het einde van de Tweede Wereldoorlog zijn veel oude boerderijen in het dorpscentrum verwoest. Na de Tweede Wereldoorlog werd Hooghalen op bescheiden schaal uitgebreid met nieuwbouw. Het dorp veranderde langzaam van een agrarisch dorp in een forensendorp en veel boerderijen kregen een woonfunctie, een ontwikkeling die overal in Drenthe plaatsvond.
Tot 1 januari 1998 viel Hooghalen onder de gemeente Beilen. Daarna ging het deel uitmaken van de fusiegemeente Midden-Drenthe.

## Voorzieningen
Het dorp Hooghalen heeft een gereformeerde kerk. Er waren tot eind oktober 2021 een Nederlands Hervormde en tot eind maart 2022 een vrijgemaakt gereformeerde kerk. Andere voorzieningen in het dorp zijn: sportvelden en tennisbanen van omnisportvereniging HHCombi, een openbare basisschool, een dorpshuis en jeugdsoos, een supermarkt met postagentschap, een bakker en nog enkele andere winkels en horecagelegenheden. Hooghalen is dankzij de ligging aan de Oude Provincialeweg en de A28 goed met de auto bereikbaar. Ten noorden en ten zuiden van het dorp is er een aansluiting op de snelweg.
In Hooghalen wordt elk jaar een paasvuur gehouden.

## Omgeving
Aan de noordrand van het dorp ligt een klein bosgebied, 't Witte Zand. Ten oosten van het dorp ligt niet alleen de bescheiden es, maar ook een groot natuurgebied: de Boswachterij Hooghalen. Dit bestaat niet alleen uit naaldbos, maar ook uit een hoogveengebied (het Hingstveen) en heidevelden. Het kampterrein ligt midden in het gebied, het herinneringscentrum aan de rand ervan. Sinds eind jaren zestig staat er een rij grote radiotelescopen, de Westerbork Synthese Radio Telescoop. Om storing van de waarnemingen te voorkomen, is gemotoriseerd verkeer en het gebruik van mobiele telefoons in de wijde omgeving niet toegestaan. 
Het Heuvingerzand maakt eveneens deel uit van de boswachterij. Dat geldt niet voor het Groote Zand, een bos- en heidegebied ten noordoosten van Hooghalen dat in eigendom is van Het Drentse Landschap. Daarnaast ligt er tussen Hooghalen en Hijken het Hijkerveld, dat bestaat uit heidegronden, vennen, veenrestanten en loofbos. Tevens is hier een schaapskooi, waarbij de herder elke dag om half tien vertrekt met zijn Schoonebekers naar de heide, en de schapen om half vijf weer terugbrengt naar de kooi.
Bij het Heuvingerzand ligt een landbouwgebied van acht hectare, waar de coöperatie 'Land van Ons' in 2020 de eerste grond heeft aangekocht die beheerd zal worden op een wijze die gericht is op vergroting van de biodiversiteit.

## Bekende Halers
- Hansina Uktolseja, Nederlands-Molukse treinkaper
- Jasper Iwema, motorcoureur
- Anne de Vries, onderwijzer en schrijver
- Rinus Michels, voetbaltrainer